# Muzaffarnagar
Muzaffarnagar es una ciudad y municipio situado en el distrito de Muzaffarnagar en el estado de Uttar Pradesh (India). Su población es de 392768 habitantes (2011). El área metropolitana cuenta con 495.543 habitantes (2011)

## Demografía
Según el censo de 2011 la población de Muzaffarnagar era de 392768 habitantes, de los cuales 206782 eran hombres y 185986 eran mujeres. Muzaffarnagar tiene una tasa media de alfabetización del 79,80%, superior a la media estatal del 67,68%: la alfabetización masculina es del 84,56%, y la alfabetización femenina del 74,56%.

## Clima
| Parámetros climáticos promedio de Muzaffarnagar (1981–2010, extremes 1981–2010) | Parámetros climáticos promedio de Muzaffarnagar (1981–2010, extremes 1981–2010) | Parámetros climáticos promedio de Muzaffarnagar (1981–2010, extremes 1981–2010) | Parámetros climáticos promedio de Muzaffarnagar (1981–2010, extremes 1981–2010) | Parámetros climáticos promedio de Muzaffarnagar (1981–2010, extremes 1981–2010) | Parámetros climáticos promedio de Muzaffarnagar (1981–2010, extremes 1981–2010) | Parámetros climáticos promedio de Muzaffarnagar (1981–2010, extremes 1981–2010) | Parámetros climáticos promedio de Muzaffarnagar (1981–2010, extremes 1981–2010) | Parámetros climáticos promedio de Muzaffarnagar (1981–2010, extremes 1981–2010) | Parámetros climáticos promedio de Muzaffarnagar (1981–2010, extremes 1981–2010) | Parámetros climáticos promedio de Muzaffarnagar (1981–2010, extremes 1981–2010) | Parámetros climáticos promedio de Muzaffarnagar (1981–2010, extremes 1981–2010) | Parámetros climáticos promedio de Muzaffarnagar (1981–2010, extremes 1981–2010) | Parámetros climáticos promedio de Muzaffarnagar (1981–2010, extremes 1981–2010) |
| Mes                                                                             | Ene.                                                                            | Feb.                                                                            | Mar.                                                                            | Abr.                                                                            | May.                                                                            | Jun.                                                                            | Jul.                                                                            | Ago.                                                                            | Sep.                                                                            | Oct.                                                                            | Nov.                                                                            | Dic.                                                                            | Anual                                                                           |
| ------------------------------------------------------------------------------- | ------------------------------------------------------------------------------- | ------------------------------------------------------------------------------- | ------------------------------------------------------------------------------- | ------------------------------------------------------------------------------- | ------------------------------------------------------------------------------- | ------------------------------------------------------------------------------- | ------------------------------------------------------------------------------- | ------------------------------------------------------------------------------- | ------------------------------------------------------------------------------- | ------------------------------------------------------------------------------- | ------------------------------------------------------------------------------- | ------------------------------------------------------------------------------- | ------------------------------------------------------------------------------- |
| Temp. máx. abs. (°C)                                                            | 28.9                                                                            | 31.5                                                                            | 37.4                                                                            | 42.6                                                                            | 45.0                                                                            | 44.4                                                                            | 42.0                                                                            | 39.0                                                                            | 37.0                                                                            | 42.0                                                                            | 33.1                                                                            | 28.7                                                                            | 45.0                                                                            |
| Temp. máx. media (°C)                                                           | 19.2                                                                            | 22.7                                                                            | 27.9                                                                            | 34.6                                                                            | 37.4                                                                            | 36.3                                                                            | 33.2                                                                            | 32.2                                                                            | 32.2                                                                            | 30.7                                                                            | 26.3                                                                            | 21.4                                                                            | 29.5                                                                            |
| Temp. mín. media (°C)                                                           | 5.8                                                                             | 8.4                                                                             | 12.4                                                                            | 17.6                                                                            | 22.2                                                                            | 24.1                                                                            | 24.9                                                                            | 24.5                                                                            | 22.3                                                                            | 15.8                                                                            | 10.0                                                                            | 6.3                                                                             | 16.2                                                                            |
| Temp. mín. abs. (°C)                                                            | -0.9                                                                            | 1.5                                                                             | 0.0                                                                             | 6.2                                                                             | 11.0                                                                            | 15.4                                                                            | 18.4                                                                            | 17.4                                                                            | 12.6                                                                            | 7.0                                                                             | 2.6                                                                             | -2.6                                                                            | -2.6                                                                            |
| Lluvias (mm)                                                                    | 25.1                                                                            | 32.7                                                                            | 23.5                                                                            | 10.5                                                                            | 25.6                                                                            | 94.4                                                                            | 261.4                                                                           | 254.6                                                                           | 162.2                                                                           | 19.0                                                                            | 8.0                                                                             | 11.9                                                                            | 929.0                                                                           |
| Días de lluvias (≥ 1 mm)                                                        | 1.9                                                                             | 2.5                                                                             | 2.2                                                                             | 1.2                                                                             | 2.1                                                                             | 4.4                                                                             | 9.5                                                                             | 9.9                                                                             | 5.5                                                                             | 1.1                                                                             | 0.5                                                                             | 1.1                                                                             | 42.0                                                                            |
| Humedad relativa (%)                                                            | 58                                                                              | 51                                                                              | 45                                                                              | 31                                                                              | 34                                                                              | 48                                                                              | 69                                                                              | 72                                                                              | 65                                                                              | 54                                                                              | 54                                                                              | 58                                                                              | 53                                                                              |
| Fuente: India Meteorological Department                                         |                                                                                 |                                                                                 |                                                                                 |                                                                                 |                                                                                 |                                                                                 |                                                                                 |                                                                                 |                                                                                 |                                                                                 |                                                                                 |                                                                                 |                                                                                 |